# 末吉町
末吉町（すえよしちょう）は鹿児島県の北東部にあった町。曽於郡に属していた。
旧町役場は曽於市役所となっている。

## 地理
鹿児島県に属しているが、都城盆地にあることから隣接する都城市との関わりが強く都城都市圏内にある。
- 河川：大淀川、安楽川
- 山：住吉山、高之峯

## 歴史
住吉山にある住吉神社が末吉に転訛したのが町名の由来とされる。
- 1889年4月1日 - 町村制施行により東囎唹郡二之方村、深川村、諏訪方村、南ノ郷村、岩崎村が合併し、末吉村が発足。
- 1897年4月1日 - 東囎唹郡が南諸県郡と統合され囎唹郡となる[1]。
- 1922年10月1日 - 町制施行、末吉町となる。
- 1972年4月1日 - 囎唹郡が曽於郡に改称。
- 2005年7月1日 - 財部町、大隅町と合併、曽於市となり消滅。

## 産業
- 肉用牛の畜産が盛んで、飼育数は県内の自治体(2005年当時)で最も多い[2]。
- 農業ではいも類の栽培が盛んである[3]。
- また、『ゆずの町』としてユズを使った特産品が多数ある。これは1982年に町が記念事業として、ユズの木を配布した事がきっかけである。

## 教育
小学校･中学校は現在全て曽於市立。

### 小学校
- 末吉町立末吉小学校
- 末吉町立檍小学校
- 末吉町立高岡小学校
- 末吉町立岩南小学校
- 末吉町立岩北小学校
- 末吉町立諏訪小学校
- 末吉町立光神小学校
- 末吉町立深川小学校
- 末吉町立柳迫小学校

### 中学校
- 末吉町立末吉中学校
- 末吉町立南之郷中学校

### 高等学校
- 鹿児島県立末吉高等学校

## 交通

### 鉄道
町内に鉄道は通っていない。かつては志布志線（末吉駅と岩北駅の2駅）が通っていたが、1987年に廃止となった。

### 道路

#### 高速道路
- 東九州自動車道
  - 末吉財部IC

#### 地域高規格道路
- 都城志布志道路
  - 末吉IC

#### 一般国道
- 国道10号
- 国道222号
- 国道269号

#### 県道
- 鹿児島県道71号垂水南之郷線

## 観光･スポット
- 花房峡憩いの森
- 道の駅すえよし - ただし、道の駅として登録されたのは合併後であり、末吉町の時点では物産館のみ。
- メセナ住吉交流センター
- 鬼神太鼓

## 出身著名人
- 矢上純雄（台北市助役、台中州豊原郡守、台南州虎尾郡守）
- 五位塚剛（曽於市長）